# Fontaine Colbert
Pour les articles homonymes, voir Colbert.
La fontaine Colbert est une ancienne fontaine située dans un quartier nouvellement urbanisé de Paris[réf. nécessaire]. Elle date du premier quart du XVIIIe siècle.

## Localisation
La fontaine est située au 6 de la rue Colbert dans le 2e arrondissement de Paris.

## Historique
La fontaine a été créée en 1708 par Jean Beausire, à l’initiative de Desmarets pour alimenter en eau son hôtel situé au no 18 de la rue Vivienne.  Elle est cédée à la Ville, en 1713.
La fontaine fait l'objet d'une inscription au titre des monuments historiques depuis le 24 mars 1925.

## Description
L'écusson aux armes de Paris est du XIXe siècle. Le mascaron est la reproduction de celui qui existait à l’origine.
|                                            |  |  |
| Fronton (à gauche) et mascaron (à droite). |  |  |